# Ermida de Nossa Senhora do Pranto (Chamusca)

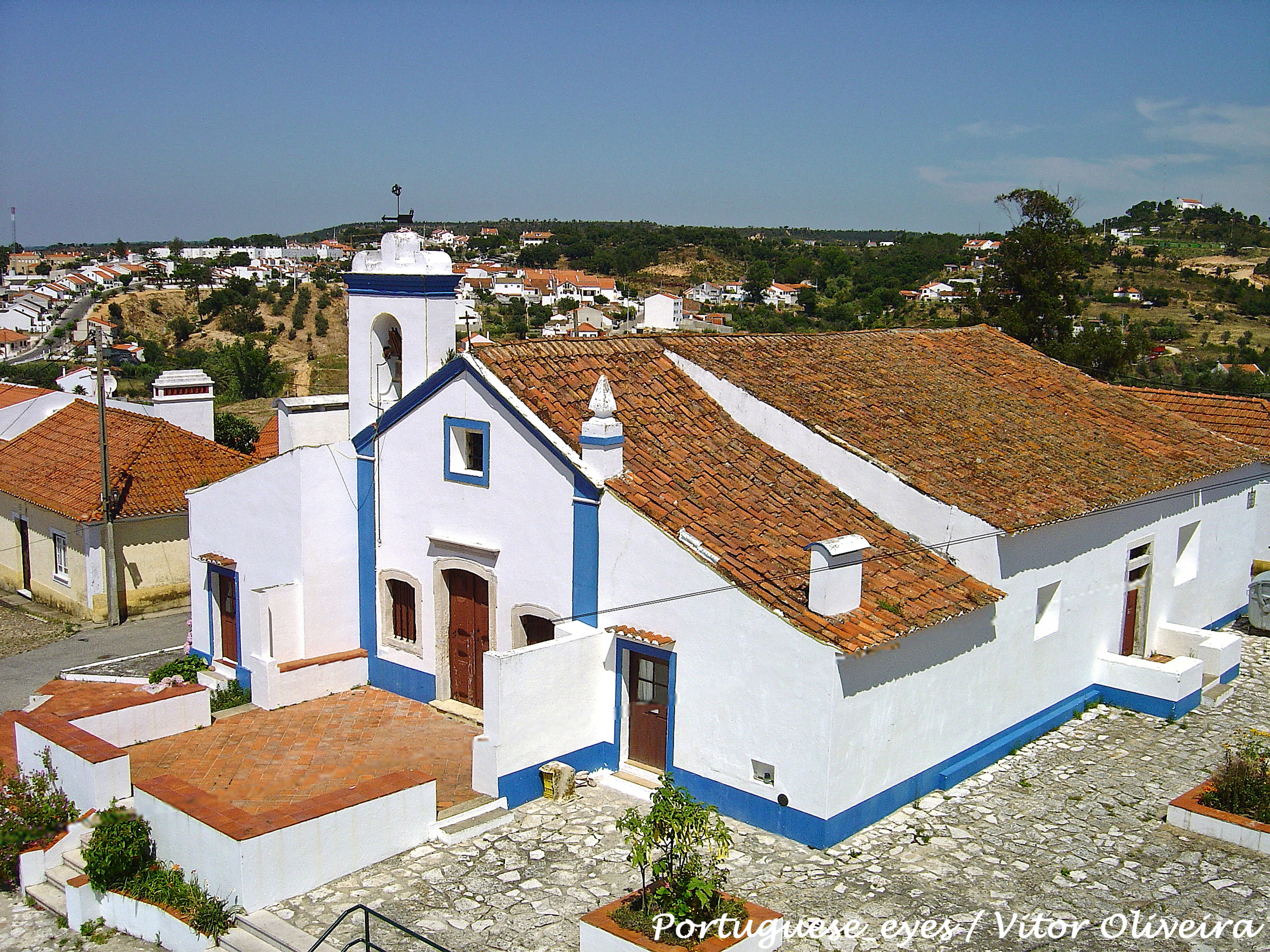

A Ermida de Nossa Senhora do Pranto, datada dos finais do século XVII, constitui um verdadeiro ex-líbris da vila da Chamusca, não só porque guarda no seu interior uma preciosa colecção de azulejos setecentistas, mas também devido à sua situação privilegiada, no cimo de um dos outeiros que rodeiam a vila. Do seu adro, contempla-se uma paisagem deslumbrante, avistando-se a Chamusca, o Tejo e a vastidão da lezíria.

## História
De todos os espaços que formam a actual ermida, o mais antigo é a Capela de S. José, datando de inícios do século XVII. As obras de construção do corpo principal da ermida, que lhe dariam a configuração presente, desenrolaram-se nos inícios do século seguinte.
Por volta de 1730, é estabelecida na ermida uma congregação, a Confraria de Sant’Ana, iniciando-se então a construção do retábulo do respectivo altar, concluído em 1736. Este altar foi posteriormente dourado, já em 1750.
Entre 1739 e 1747, todo o templo é reconstruído, sendo então igualmente restaurado o alpendre. É durante estas obras, mais concretamente em 1745, que são aplicados os painéis de azulejos nas paredes da Capela de S. José, sendo ainda pintada a abóbada do seu tecto (no ano seguinte) e construída a sineira (em 1747). Durante esta intervenção, são ainda colocados os retábulos dos altares da Capela do Senhor dos Aflitos (em 1743) e de S. Joaquim (em 1748, posteriormente dourado em 1756), e é construído o púlpito (em 1748). A tribuna do retábulo da Capela de S. José é dourada em 1758, tendo esta capela visto o seu adro ser reconstruído entre 1765 e o ano seguinte.
Já no século XIX, em 1835, a posse da ermida passa para a Santa Casa da Misericórdia, juntamente com todos os seus direitos e encargos. Mais tarde, em 1875, são efectuadas obras de restauro nas abóbadas da capela-mor e da Capela de S. José, sendo igualmente reformado o retábulo do altar-mor. Durante estas obras, são ainda apeados os dois alpendres existentes.

## Arquitectura e Arte Sacra
A ermida tem uma estrutura arquitectónica simples, de cunho marcadamente popular. Quer junto à porta principal, quer frente à porta lateral esquerda, existem ainda vestígios dos muros que suportavam os antigos alpendres, entretanto desaparecidos, que cobriam as entradas do corpo principal da ermida e da Capela de São José.
O seu interior, em grande contraste com o aspecto modesto do seu exterior, é um verdadeiro museu da arte barroca portuguesa, dividindo-se em três espaços principais: a nave central, com a capela-mor, a Capela de S. José e a sacristia, também designada por Capela do Senhor dos Aflitos. A Capela de S. José também é ladeada por uma pequena sacristia.
A nave central, coberta por abóbada de berço, apresenta as paredes laterais revestidas por azulejos azuis e brancos, datados do início do século XVIII, que representam motivos florais, jarras, pássaros e outros animais. Do lado do evangelho, encontra-se colocado um púlpito, com caixa de balaústres. Junto ao arco triunfal redondo, que separa a nave da capela-mor, situam-se dois altares laterais, com retábulos em talha dourada de estilo nacional: o de Santa Ana (do lado da epístola) e o de São Joaquim (do lado do evangelho).
A capela-mor é coberta por um tecto em abóbada de berço com pintura com motivos vegetais, centrada por um medalhão representando A Assunção da Virgem. As suas paredes contêm dois grandes painéis de azulejos azuis e brancos do mesmo século que representam, respectivamente, A Circuncisão de Jesus e O Menino Jesus entre os Doutores do Templo. O altar-mor, onde se encontra exposta a imagem de Nossa Senhora do Pranto (do início do século XVII), é revestido a talha dourada joanina em fundo branco, com acrescentos tardios, e apresenta um silhar de azulejos marmoreados de verde, cor de vinho e amarelo. Paralelas à capela-mor, ficam as Capelas de S. José (do lado da epístola) e a do Senhor dos Aflitos (do lado do evangelho).
A Capela de S. José tem as suas paredes totalmente revestidas por seis painéis de azulejo, representando cenas da vida do santo – O Casamento da Virgem e São José Adormecido e o Anjo (do lado do evangelho), A Sagrada Família na Oficina de Carpinteiro e A Adoração dos Pastores (do lado da epístola), A Fuga para o Egipto e A Natividade (no vão da porta), e Santa Parentela em Adoração ao Menino ao Colo da Virgem (na parede fronteira ao altar-mor). Estes painéis encontram-se colocados sobre silhares ornamentais, representando meninos com instrumentos alusivos ao orago. O tecto da capela é pintado, tal como o da capela-mor, estando representadas folhagens enroladas e outros motivos de várias cores. Esta capela tem porta de saída para o exterior, o que comprova que esta já existia antes da construção da ermida.
A Capela do Senhor dos Aflitos (sacristia da ermida), igualmente coberta por um tecto em abóbada de berço, contém um silhar de azulejos policromados, datados do século XVII, representando motivos em cruz. O altar é em talha dourada, do século XVIII. Numa das paredes estão colocadas telas em que figuram Santa Ana e São Joaquim, respectivamente.
Para além da imagem da patrona, a ermida guarda ainda imagens de São José, de São Joaquim, com a Virgem ao colo, e de Santa Ana, segurando um livro, todas elas datadas do século XVIII e atribuídas à Escola
Espanhola. A última das imagens era pertença da Confraria de Sant’Ana, que aqui se encontrava instalada nos inícios do século XVIII. A imagem de São Joaquim é em madeira estofada. Na sacristia da Capela de S. José, encontra-se exposta uma das balas com que os franceses bombardearam a vila, num episódio que ocorreu em 1807 no decorrer da primeira invasão napoleónica. O lavatório desta capela data de 1742.
O largo em frente da ermida tem um cruzeiro ao seu centro, um dos dois únicos da vila (o outro encontra-se no Outeiro do Senhor do Bonfim, frente ao antigo cemitério). Este cruzeiro é relativamente recente, datando dos anos 40 do século XX, tendo substituído um outro mais antigo, que foi incrustado numa das paredes laterais da ermida.